# Pyaozersky
Pyaozersky (en russe : Пяозе́рский, en finnois : Pääjärvi, en carélien : Piäjärvi) est une commune urbaine du raïon de Louhi de la république de Carélie en Russie.

## Géographie
Cette ville se trouve au bord du lac Piaozero à 112 kilomètres à l'ouest de Louhi par la route.
La superficie de la municipalité de Pääjärvi est de 53,29 kilomètres carrés.
Elle est délimitée au sud par Ambarnyi du raïon de Louhi et dans les autres directions par la commune de Kiestinki.
La majorité du territoire de la municipalité est constituée de forêts et d'eau.

## Histoire
Le statut d’établissement de type urbain lui a été accordé en 1976.

## Culte
La ville dispose d'un lieu de culte, l'église orthodoxe Saint-Nicolas, dépendant de l'éparchie de Kostomoukcha.

## Démographie
Recensements (*) ou estimations de la population
| 1989  | 2002* | 2010  | 2013  |
| ----- | ----- | ----- | ----- |
| 2 632 | 2 603 | 2 098 | 1 896 |

| 2015  | 2017  | 2019  | 2021  |
| ----- | ----- | ----- | ----- |
| 1 791 | 1 687 | 1 635 | 1 564 |